# Esther Ribot i Moliné
Esther Ribot i Moliné (Palafrugell, 25 de setembre de 1980) és una soprano catalana. Ha estudiat art dramàtic a l'Institut del Teatre i cant clàssic al Conservatori Superior de Música del Liceu. Ha participat en diverses edicions de les Festes de Primavera de Palafrugell, amb carrosses o comparses de colles. També va col·laborar en les emissions de TV Festes de Primavera i va ser locutora de Ràdio Palafrugell. Com a cantant solista, ha actuat en diverses formacions musicals: el conjunt La Gramola (anys 1997 i 1998), el conjunt Òxid, l'Orquestra Maravella, l'orquestra Costa Brava, l'orquestra Amoga i l'Orquestra de Cambra Barroca de Barcelona. El 2003 va ser escollida pel Tricicle per formar part de l'elenc d'actors i músics que van interpretar una adaptació de l'obra La Generala, d'Amadeu Vives. El 2012 va ser solista en el disc de l'Orquestra de Cambra Barroca de Barcelona, dedicat a Georg Friedrich Händel. El 2014 va ser una de les veus solistes de l'obra Stabat Mater de Giovanni Battista Pergolesi, amb la mateixa orquestra.